# Aït Bou Oulli
Ait Bou Oulli (franska: Ait Bou Oulli (CR), Ait Bou Oulli (Commune Rurale), arabiska: أيت عباس) är en kommun i Marocko.   Den ligger i provinsen Azilal och regionen Béni Mellal-Khénifra, i den nordöstra delen av landet, 270 km söder om huvudstaden Rabat. Antalet invånare är 9 493.